# 龐朝輝
龐朝輝（英語：Jeffrey Pong Chiu-fai，1974年11月8日—），現任香港深水埗區議會地區委員會界別議員，曾任灣仔區議會委任議員，當時是自由黨成員。他也是眼科專科醫生，於香港港安醫院—司徒拔道及眼鏡88旗下寶視眼科醫療中心執業。及後轉投經民聯，於長沙灣和時任區議員林家輝進行社區工作，並參選了2019年區議會選舉，但最終以千票之差敗給了本土派的李文浩。

## 家庭
- 父親龐可榮是牙醫，曾參選香港區議會
- 母親龐曹聖玉是護士，灣仔前區議員, 1987年度香港太太競選冠軍
- 有一妹妹

## 學歷
龐朝輝中學畢業於香港華仁書院 (1991年中五)，中二那年考獲全級第一名，其後負笈新西蘭唸預科及西醫，於奧克蘭大學取得內外全科醫學士學位後回港執業, 後來再進修中醫，是香港極少數的「中西醫生」。
龐朝輝取得以下專業資格：
- 澳洲蒙納士大學家庭醫學文憑
- 香港中文大學內科醫學文憑
- 香港中文大學理學碩士(流行病學與生物統計學)
- 香港中文大學哲學博士
- 英國格拉斯哥皇家醫學院外科院士
- 英國愛丁堡皇家外科醫學院院士(眼科)
- 香港眼科醫學院院士
- 香港醫學專科學院院士(眼科)

## 馬主生涯
龐朝輝醫生於2023-2024年度馬季加入香港賽馬會馬主行列，擁有名下馬「友盈勇者」（開心友盈團體）。

## 外部連結
- 灣仔區議會 - 區議會成員資料 （页面存档备份，存于）
- 龐朝輝議員，自由黨網頁
- 香港港安醫院
- 龐朝輝醫生 DR. PONG, CHIU FAI, JEFFREY 簡介 （页面存档备份，存于）
- 龐朝輝醫生[永久]
- 龐朝輝醫生 DR PONG CHIU FAI （页面存档备份，存于）